# ФК Вележ (Мостар)
ФК Вележ Мостар (на хърватски: Nogometni Klub Velež Mostar) е футболен клуб в град Мостар, Босна и Херцеговина.
Основан е през 1922 г. Той е най-успешният и най-популярният клуб в Херцеговина. Играе във Висшата лига на Босна и Херцеговина. Приема гостуващите отбори на стадион «Роджени», с капацитет 7000 зрители.
Клубът носи името на намиращата се в близост до града планина Вележ, която според легенда се нарича така в чест на славянския бог Велес.

## Успехи
- Вицешампион на Югославия (3): 1973, 1974, 1986
- Носител на Купата на Югославия (2): 1981, 1986